# Šarplaninski čaj
Šarplaninski čaj (lat. Sideritis scardica),  ljekovita biljka iz roda železnica, porodica usnatica. Raširena je po Albaniji, Sjevernoj Makedoniji, Srbiji, Bugarskoj i Grčkoj. Ime je dobila po Šar planini. Poznata je i kao Kačanički ili Ljubotenski čaj.
Biljka je poznata još kod starih Grka (Dioskorid, Teofrast) koji su je koristili za lječenje rana od metalnog oružja, a Bugari su ovoj žutoj cvetnici pripisivati svojstva slična viagri. Poznata je i kao ovčarski čaj, pirinski čaj, planinski čaj, grčki planinski čaj, skadarska očist. Tradicionalno se koristi za pomoć probavi, stimuliše cirkulaciju i pomaže tijelu da se nosi s prehladama i kašljem. Moderna nauka podupire činjenicu da njen čaj pomaže u prevenciji osteoporoze i sprječavanju prehlade, gripa i alergija.
Planinski čaj sadrži znatne količine flavanoida, antioksidansa, tanina, željeza, kobalta, cinka, kalijuma, magnezijuma, natrijuma i eteričnih ulja.
- S. scardica
- S. scardica
- S. scardica

## Spoljašnje veze
- D-r Aleksandar Janković, Naši narodni čajevi, str. 14 (PDF str. 16). digitalnabiblioteka.rs